# Khalil Maatouk
Khalil Maatouk est un avocat syrien et défenseurs des droits humains. Arrêté lors d'un barrage en octobre 2012, il est porté disparu depuis lors.

## Biographie
Khalil Maatouk, avocat syrien de confession chrétienne, défend de nombreux détenus d'opinion syriens, parmi lesquels le défenseur des droits Mazen Darwish,, le militant communiste Mazen Adi et le président de la Ligue syrienne des droits de l'Homme Abdel Karim Rihaoui. En 2004, il travaille comme observateur pour Amnesty International lors d'un procès en Iran. 
Khalil Maatouk est également le président du Centre syrien pour la défense des prisonniers d'opinion.
Sa fonction de directeur du « Syrian Centre for Legal Studies and Research » (centre syrien pour les études et recherches de droit), fondé avec son collègue et ami Anwar al-Bunni, lui vaut une interdiction de voyager de 2005 à 2011.
Sa fille, alors étudiante, est également détenue pendant 2 mois en 2014 par la sécurité militaire.

## Disparition forcée
Khalil Maatouk est arrêté avec son ami et assistant, Mohammed Zaza (également orthographié Mohammed Thatha), le 2 octobre 2012, lors d'un contrôle gouvernemental alors qu'ils se rendent à leur travail à Damas. Une maladie des poumons à un stade avancé empêche Khalil Maatouk de se déplacer seul, c'est son collègue qui le conduit. Celui-ci répond à un appel de sa femme à 9h45, depuis lors personne n'a pu joindre les 2 hommes.

## Emprisonnement
Les autorités syriennes ont toujours nié la détention de Khalil Maatouk. Cependant, d'anciens détenus ont témoigné l'avoir vu dans différentes prisons. Des sources non officielles rapportent qu'il a notamment été emprisonné au sein de la Branche 285 de la sécurité d'État près de Damas puis dans la Branche de la Sécurité aérienne à Damas, dans un état de santé inquiétant,. Il a été vu la dernière fois en septembre 2013 détenu dans les locaux de la sécurité militaire à Damas, dans la Branche 235, connue sous le nom de Branche Palestine.
Durant sa détention, plusieurs ONG et diplomates appellent à sa libération, rappelant à Bachar el-Assad leurs craintes pour sa santé,, ,.